# The Beatles
Битлси (енгл. The Beatles) је био енглески рок и поп бенд из Ливерпула. Комерцијално су најуспешнија и критички најпризнатија постава у историји популарне музике, са продајом албума, која се процењују на око 600 милиона продатих носача звука. У многим изборима, слове и за најуспешнију рок-групу свих времена.
Поставу у којој су Битлси свирали све време од краја 1962. године (када је бенд коначно оформљен), чинили су:
- Џон Ленон — ритам гитара, соло гитара, клавир, понегде и бас-гитара.
- Пол Макартни — бас-гитара, соло гитара, клавир, понегде и бубњеви;
- Џорџ Харисон — соло гитара, бас-гитара, ритам гитара, понегде и аналогни синтисајзер;
- Ринго Стар — бубњеви и сви перкусионистички инструменти.[5]

Сви чланови бенда су, зависно од ауторства и аранжмана песме, изводили главни вокал, односно пратеће вокале. Такође, сходно потребама, честа су била и гостовања разних других извођача — од којих су нека била толико значајна, да би ти извођачи понели назив „пети Битлс“.
Са зачецима у скифлу и рокенролу педесетих, група се касније остварила у многим жанровима — од поп балада до психоделичног рока. „Битлси” су постали сензација у Великој Британији крајем 1963. Овај феномен је британска штампа назвала „Битлманија“. То се манифестовало хордама младих жена које су вриштале и падале у несвест на појаву групе. „Битлманија“ се проширила на Северну Америку почетком 1964, и популарност „Битлса" се проширила на већи део света. У следећих пет година, њихова музика је напредовала од очигледне једноставности првих хитова (као „She Loves You“ и „I Want to Hold Your Hand“) до уметнички амбициозних (као што су албуми „Revolver”, „Sgt. Pepper's Lonely Hearts Club Band“ и „Abbey Road”). Писањем сопствених песама, истраживањем могућности студија за снимање и настојањима да се постигне врхунски квалитет сваког снимка који су направили, Битлси су имали огроман утицај на популарну музику. Постали су предмет непрестаног проучавања новинара, које обухвата и њихову каснију улогу симбола младалачке супкултуре 1960-их.
Мада су Ленон и Макартни били лидери и главни писци песама и композитори, Харисон и Стар су значајно допринели сазревању групе. Џорџ Мартин је био продуцент готово свих дискографских издања, а велики део заслуга за успех припада и менаџеру Брајану Епстајну, који је преузео „Битлсе“ као своје прве клијенте, а иначе тек једну од многих сличних младих рок-група, те направио од њих сензацију.

## Настанак групе (1957—1962)
Коначном формирању групе претходило је много фаза, којима су се Битлси развијали, почев од Ленонове аматерске групе „Куоримен“, из 1957. године, која је од правих инструмената једино имала бенџо. Члан овог бенда, Иван Вон, упознао је фронтмена и певача групе, Џона Ленона са Полом Макартнијем, коме се свидео стилски правац групе (нарочито афинитет према стилу Елвиса Преслија), а својим скромним знањем свирања гитаре, он је убедио остале чланове да приме њега, као и његовог друга из гимназије — Џорџа Харисона, такође гитаристу. Пар месеци касније, неуспешни наступи овог младалачког састава, натерали су Ленона да расформира групу и настави сарадњу само са Макартнијем.
Недуго потом, њима се поново придружују Харисон, а и двојица новајлија — бубњар Пит Бест и басиста Стјуарт Сатклиф. И поред неискуства, „Битлси“ 1961. године бораве неколико месеци у Хамбургу, у Западној Немачкој, где видно музички напредују. Низ, показаће се, успешних концерата у локалу „Царски подрум“ (Kaiserkeller) прекида хапшење Харисона због недозвољеног боравка ван Уједињеног Краљевства (у то време је био малолетан) и рада без дозволе, као и хапшење Макартнија и Беста због подметања пожара у стану.
Група убрзо наставља са наступима у ливерпулском клубу „Кафе Каверн клаб“, без Сатклифа, који је хтео да заврши студије сликарства, па га на месту басисте замењује Макартни. Убрзо постају најпопуларнији музичари у граду. Сатклиф умире наредне године, од излива крви у мозак, вероватно изазваног тучом, у којој је учествовао и Ленон. Власник локалне продавнице плоча, Брајан Епстајн, постаје крајем 1961. њихов менаџер. Он шаље њихове демо снимке у „Дека Рекордс“. Ту га одбијају, погрешно процењујући да гитаре излазе из моде, што постаје једним од највећих пословних промашаја у историји.
Међутим, већ наредног дана, продуцент „Еми-Парлофона“, Џорџ Мартин, пристаје да „Битлсима” пружи шансу, а неколико недеља касније, и да објави први сингл групе — „Love Me Do“ — који се појављује у продавницама 5. октобра 1962. године. Дан уочи овог снимања доноси и последњу промену у саставу групе. Беста замењује Ринго Стар, кога је остатак бенда већ упознао у Хамбургу (када је наступао са својим претходним саставом), јер по Мартиновим речима, дотадашњи бубњар групе није испунио ЕМИ-јеве извођачке критеријуме. На првом студијском снимању, пак, иако је већ био позван Стар, са „Битлсима" је радио студијски бубњар Енди Вајт. Други сингл: „Please, Please Me“ излази 11. јануара 1963. године.
Почетком 1963. године, Битлси уговарају снимање првог ЛП-албума, такође названог „Please Please Me“.
Он је објављен 22. марта исте године.

## 1963-66: Битлманија

### Највећи комерцијални успеси
Албуми у периоду 1963-66, засебно, нису специфични као они каснији. Друга британска плоча, „With The Beatles“, која је избачена 22. новембра, била је веома слична првој. Први амерички албуми су се састојали од песама са британских издања, само другачије насловљених, а разлог томе је био у ставу „Капитола“, америчког партнера „Еми-Парлофона“, да Битлси нису за америчко тржиште. Наравно, због тих почетних потешкоћа плоче нису имале велики успех.
На плану концерата, већи део 1963. године „Битлси“ проводе на европској турнеји.
После концертирања на Старом континенту, „Битлси” су се упутили и на америчку турнеју, која је постала веома успешна, као и њихово гостовање у „Шоуу Еда Саливана“ — најгледанијој емисији у САД свих времена, које се догодило 9. фебруара 1964. године . Након веома запажених концерата на тлу целе Северне Америке, „Битлси“ се враћају у Велику Британију, где их дочекују као хероје.
Уследио је албум „A Hard Day's Night“, снимљен уз истоимени филм-мјузикл, где су чланови групе тумачили главне улоге. Филм о једном дану у животу рок-бенда постао је врло популаран, а на прво место топ-листе пробила се песма „Can't Buy Me Love“. Већ од тог времена, група је фактички без паузе на турнејама широм света, док се кратки боравци у Британији користе за снимање нових албума, попут наредног ЛП-издања, „Beatles For Sale”. 
Следеће, 1965. године, уследили су албум „Help!” и истоимени филм у боји. Овај пројекат обележава више песама, међу којима се издваја и најслушанији и најобрађиванији хит свих времена, „Yesterday”.
Популарност групе у то време толико нараста, да их британска краљица одликује звањем „Чланова британске империје“ (MBE) 12. јуна (ово звање, Ленон ће вратити четири године касније, због незадовољства британским учешћем у појединим ратовима).

### Музичко сазревање
Два следећа албума, „Rubber Soul“ и „Revolver“, објављени 30. децембра 1965, односно 5. августа 1966, доносе видна сазревања у схватању рок-музике, нагињање ка психоделији и истраживање нових студијских могућности. У то време, „Битлси“ су већ радили под утицајем лаких дрога, примарно марихуане, али су поједини чланови већ конзумирали и све популарнији ЛСД. 
Прекретницу у раду групе представља средина 1966. године: „Битлманија“ је почела да показује и своје негативне стране — концерти су бивали све краћи, по многима квалитативно слабији, а бука обожавалаца је онемогућила „Битлсе” да се концентришу на саму музику. Додатно, лондонска штампа 4. марта те године доноси интервју са Џоном Леноном, у коме он тврди да су Битлси популарнији од Исуса Христа. Овај интервју у нешто измењеној варијанти преноси америчка штампа, те он у тада још конзервативном друштву Сједињених држава одјекује попут бомбе: многи обожаваоци се сада одричу групе и организују се јавна спаљивања плоча. 
После катастрофалних концерата на Филипинима, где је тамошње државно руководство отворено узурпирало чланове групе и њихов менаџмент, постало је јасно да нешто мора да се мења. Тада је отпочела и америчка турнеја, која је донела највеће могуће безбедносне ризике. То кулминира на концерту у Мемфису, када је у сали експлодирала петарда, што је прекинуло наступ. Противно вољи Епштајна, који се залагао за наставак турнеје, „Битлси“ одлучују да одрже последњи концерт у Сан Франциску 29. августа и до даљњег суспендују јавне наступе.
Иако је ова одлука требало да буде привремене природе, „Битлси” више никада неће одлазити на организоване концертне турнеје, а изузев у телевизијским програмима, јавно ће наступити још само једном, на спонтаном концерту на крову матичне корпорације почетком 1969. године.

## 1966-68: Период интензивног студијског рада

### „Битлси” као део хипи-супкултуре
У наредних неколико месеци, „Битлси” пролазе значајну трансформацију. Од стила углађених момака, за који се залагао Епштајн, чланови групе сада постају део хипичког супкултурног покрета, укључујући психоделију и егзотичне религије. Истраживања нових могућности под утицајем дрога, пре свега ЛСД-а и индијске музике, карактеристично је за албуме „Sgt. Pepper's Lonely Hearts Club Band“ и „Magical Mystery Tour“. То су уједно и први албуми објављени истовремено и у Британији и у готово целом свету. На известан начин, водећу улогу у групи, од дотадашњег де факто лидера Ленона, сада преузима Макартни. Албум „Sgt. Pepper's Lonely Hearts Club Band“ је доживео енорман успех, усвојен је као психоделична класика, а у многим изборима, сматра се најзначајнијим рок-албумом икада.
Први светски сателитски ТВ пренос — „Мондовизија“ (такође названа и „Наш свет"), укључила је учешће музичара из целог света. Велику Британију су представљали „Битлси“ (наступајући заједно са још неким музичарима) песмом — „All You Need is Love“.
Изненадна смрт менаџера Брајана Епстајна, због предозирања супстанцама, условила је оснивање концерна „Епл“ — намењеног разним активностима у хипи-супкултури, од којих је најзначајнија музичко-издавачка делатност. Лош менаџмент ове компаније, један је од разлога каснијег разиласка групе,
Албум, „Magical Mystery Tour” праћен истоименим ТВ-филмом, због лоше концепције британског издања, са две ЕП-плоче, доживео је комерцијални неуспех. Касније је усвојена америчка верзија (једна ЛП плоча) као прихватљивија. Филм је такође доживео комерцијалну пропаст, због широкој публици незанимљивог сценарија, те премијере у црно-белој техници на BBC-ју (што је упропастило целокупно емитовање због карактеристичних психоделичних ефеката у боји, који нису могли да се виде). Такође, филм је емитован без веома значајне Ленонове песме „I Am the Walrus”, због наводно непристојног текста.
После неколико објављених синглова, рада на песмама за касније пројекте, почетком 1968. године, сви Битлси, са супругама, девојкама и другим познаницима одлазе у индијски камп „Ришикеш“, где код Махареши Јогија уче трансцеденталну медитацију. Незадовољни генералном атмосфером у кампу, Стар и Макартни, па онда и остали чланови групе напуштају Индију, одбацујући учење.

### Почетак пословних потешкоћа
По повратку у Лондон, отпочиње рад на новом пројекту. По први пут од настанка групе, долази и до озбиљнијих размирица у самом студију. Ленон инсистира да на снимањима све време буде присутна његова нова вереница, Јоко Оно, према којој други чланови немају позитивно мишљење. Напетост кулминира када Ринго Стар напушта групу 22. августа 1968. године, те са породицом одлази на Сардинију. По његовом повратку, договорено је да група први пут ради на песми чији је он аутор — „Don't Pass Me By”.
Коначно, после чак шест месеци рада, 22. новембра 1968, на два ЛП-а, група објављује албум „The Beatles“, познат и као „White Album“ због белог омота, на коме се само налазио назив групе у сивој боји. Садржао је чак тридесет композиција. Интересантно је да се ни једна песма са албума није издвојила као засебан хит. То је надокнађено неколицином синглова објављених широм света, са песмама првобитно предвиђеним за "White Album", међу којима се издваја Макартнијева балада „Hey Jude” (са Леноновом песмом „Revolution” на б-страни), која се шеснаест недеља задржава на британским топ-листама, од чега две недеље на првом месту.
Недуго потом, објављен је и цртани филм/албум „Yellow Submarine”, који због свега четири нове и две старе песме, уз Б-страну са Мартиновим инструменталима, доживљава још један комерцијални дебакл.
У ово време, поједини чланови групе улазе и у паралелне музичке пројекте, чиме фактички отпочињу њихове соло-каријере.

## 1969-70: Распад

### Последњи албуми
Лоша атмосфера са претходног се пренела и на наредни пројекат, „Get Back”, који је више од годину дана касније објављен као последњи албум групе — „Let It Be“, 8. маја 1970. Идеја, коју је иницирао Макартни, била је да група у студију свира као да наступа уживо, а притом би филмске камере бележиле све као документарац.
Уместо тога, камера је бележила бенд који се распада. Група се окупила одмах после новогодишњих празника у једном лондонском филмском студију, али већ након два дана, „Битлси” су отворено почели да разматрају могућност разлаза, како сведочи студијски инжењер Џеф Емерик. Тензије су биле велике, нарочито између Макартнија и Харисона, који, додатно, такође није могао да поднесе још једно присуство Јоко Оно у студију. Сам Ленон је, са своје стране био потпуно креативно и извођачки пасиван, под све евидентнијим утицајем хероина, којег су он и Оно почели активно да конзумирају. 10. јануара, Харисону је било доста напете атмосфере и вишегодишњег потцењивања његовог доприноса групи (како ауторског, тако и извођачког), па је напустио бенд. Група је по први пут морала да ради без њега, што је наредних дана дало веома слабе резултате. Пак, након једног пословног састанка са остатком „Битлса“, Харисон се вратио 22. јануара и са собом довео клавијатуристу Билија Престона, Но, чак ни конструктивни карактер клавијатуристе није много помогао да се поправи атмосфера, мада су током целог јануара, колико је трајао овај пројекат, „Битлси“ извежбавали и снимали на десетине песама. У недостатку договора, уместо планираног великог промо-концерта, „Битлси“ свирају на крову своје корпорације — што ће постати последњим наступом целе групе икада — али и тај концерт за случајне пролазнике прекида полиција. Наредних месеци, "Битлси" су се тек спорадично окупљали, дорађујући недовршене песме и снимајући поједине синглове, попут Леноновог „The Ballad of John and Yoko”, што тек донекле поправља атмосферу у групи.
Последњи пут, бенд је заједно радио на снимању албума „Abbey Road”, објављеног 26. септембра 1969. године. Расцеп у бенду је био видан, и наслутивши скори крај, Макартни, који је још једном био иницијатор пројекта, контактирао је Џорџа Мартина и замолио да снимају још један албум баш као што су то некада чинили, обећавши и да ће тада већ незаинтересовани Ленон присуствовати. На интервјуима за пројекат „Антологија“, тројица преживелих „Битлса“ су средином 90-их изјављивала да су били свесни да то може бити последњи заједнички пројекат групе, па су одлучили да га заврше у великом стилу. Током рада на том албуму постаје веома очито да су сви чланови групе постали изузетни индивидуалци, а појединачне идеје које су се профилисале док су радили на паралелним пројектима током тих месеци, сведоче о њиховој међусобној креативној различитости.

### Коначни крај
Још током рада на албуму, Ленон предлаже њујоршког адвоката Алена Клајна за новог менаџера групе. Харисон и Стар га прихватају, али када је након једне студијске активности дато Макартнију да потпише његов ангажман, он је најпре одуговлачио, да би коначно одбио да потпише, чиме је по неписаном правилу у групи, ставио вето на Клајнов ангажман. Убрзо је за менаџера предложио свог таста, Ли Истмена. Ипак, до коначног распада, групу ће de facto водити Клајн.
Међу познаваоцима и историчарима групе, не постоји консензус о тренутку распада „Битлса”, изузев да је била реч о процесу који је трајао барем неколико месеци од друге половине 1969. до средине 1970. године. Ленон је обавестио преостале чланове групе још у септембру 1969. године да напушта „Битлсе” и више никад није наступао за бенд. Пак, прихватио је да о томе не обавештава медије док се пословна ситуација не реши. Ипак, "Битлси" ће се после тога више од пола године спорадично окупљати без Ленона како би привели крају недовршене пројекте.
Почетком јануара 1970. године, Макартни, Харисон и Стар су последњи пут заједнички радили на појединим песмама заосталим са пројекта „Get Back”, при чему је Харисонова „I Me Mine” последња композиција продуцирана у целости. После овога, и Макартни се фактички повлачи из „Битлса”. Харисон и Стар су наставили са спорадичним доснимавањима за пројекат „Get Back”, који је у међувремену преименован у „Let It Be”, а на коме је после више неуспешних покушаја оживљавања, ангажован продуцент Фил Спектор. 1. априла, Ринго Стар је завршио бубњарску деоницу у песми „The Long and Winding Road”, што је званично последњи допринос неког од "Битлса" раду на сасвим заједничком албуму. Иронично, управо ће препотентна Спекторова оркестрација ове песме бити један од разлога касније Макартнијеве бурне реакције. Он је у допису медијима 10. априла 1970, структурисаној у облику питања и одговара, објавио да „Битлси“ више неће објављивати албуме заједно. 
Недуго пошто су обожаваоци и јавност прихватили да група више не постоји, на дневни ред је дошло и правно раскидање партнерства. 31. децембра 1970. године, Макартни је суду и званично поднео захтев за званично расформирање „Битлса”, фактички, тужбу против осталих чланова. Међутим, овај спор је окончан тек 1974. године, када су се Ленон и Макартни у Њујорку приватно нагодили о будућности компаније "Епл“. То је ипак умногоме оставило отворено питање ауторства над готово свим песмама ове двојице аутора, јер су оне по знатно ранијем договору биле потписиване са „Ленон/Макартни“, чак иако би их (као што је то често касније био случај) реализовао само један аутор.

## Од распада до садашњости
Као што је наговештено, још у периоду пре самог распада „Битлса”, њени поједини чланови су отпочели каријере независне од групе.
Док су се Ленон, Харисон и Стар, у мањој или већој мери, фокусирали на соло-каријере, Макартни је већ 1971, после два соло-албума, са супругом Линдом и различитим музичарима, оформио нову рок групу, „Вингс”, која је постојала до 1980. године, после чега је наставио соло-каријеру.
Џон Ленон је током 1970-их година стекао култни статус широм света, као апологета мировног покрета и отворено декларисани марксиста. После три албума објављена са Јоко Оно још у време постојања „Битлса”, те плоче објављене са супер-групом „Plastic Ono Band”, уследио је комерцијално и критички изразито познат албум „Imagine”, са насловном нумером, која ће постати једна од најзначајнијих песама свих времена. Недуго затим, Ленон и Оно се трајно селе у Њујорк, што ће резултирати његовом вишегодишњом правном битком да добије трајно боравиште у САД (успешно окончаном пресудом Врховног суда САД 1976. године). Након још два албума, Ленон се 1973. привремено растаје са Оно, што ће у његовој биографији постати познато под називом Изгубљени викенд. У том периоду не престају његове музичке активности, али после измирења са Оно, 1975. године, када му се рађа син Шон, Ленон се повлачи из шире јавности, како би бринуо о породици. Пет година касније, 1980. године, Ленон и Оно одлучују да се врате на музичку сцену, што чине албумом „Double Fantasy”. Непуних месец дана касније, 8. децембра, Ленон се враћао из студија, где је учествовао у продуцирању сингла за супругу. Испред резиденцијалне зграде „Дакота” покрај Сентрал парка, у којој је становао, на њега је, из до данас не сасвим утврђених разлога, пуцао Марк Дејвид Чепмен, усмртивши га са четири хица. Ленонова прерана смрт је трајно отклонила могућност поновног окупљања „Битлса”, које је од распада групе разматрано више пута.
Пол Макартни је, у месецима непосредно после албума „Abbey Road”, запао у личну и креативну апатију, али се већ у априлу 1970. године враћа на сцену плочом „McCartney”, која је изазвала контроверзе (изашла је неколико дана пре последњег ЛП издања самих „Битлса”, албума „Let It Be”). 
Екипа музичара, која ће потом чинити групу „Вингс” (пун назив Paul McCartney and Wings) се окупља наредне 1971. године, а иако ће кроз овај бенд продефиловати већи број чланова, његову окосницу су све време чинили брачни пар Макартни (Пол и Линда) и некадашњи гитариста групе „The Moody Blues”, Дени Лејн. Група потом креће на турнеје, постепено градећи репутацију, а до 1980. године ће објавити седам ЛП-албума, од којих је најзначајнији „Band on the Run”. После Макартнијевог хапшења у Јапану, због поседовања марихуане, те нарочито након убиства Џона Ленона, долази до његовог разилажења са Лејном, те он и супруга настављају соло-каријеру, уз повремену сарадњу са другим музичарима. Од разлаза "Вингса" до данас, Макартни је објавио још петнаест студијских албума, те је, додатно, реализовао читав низ различитих пројеката из сфере филмске, дечје и класичне музике. Линда Макартни је преминула од рака 1998. године, а Макартни се потом женио још укупно два пута — тренутно је у трећем браку са Американком Ненси Шевел. Од 1998. године има титулу витеза, те носи префикс "сер".
Соло-каријера Џорџа Харисона је, слично Леноновој, отпочела док су „Битлси” још постојали, и то албумом „Wonderwall”, којег је реализовао у сарадњи са различитим музичарима, укључујући свог блиског пријатеља Ерика Клептона, те Ринго Стара (занимљиво је да ће са овом двојицом, Харисон, на различите начине, сарађивати све до смрти). Његови потоњи албуми су, на известан начин, одраз личних естетских, филозофских и религијских убеђења (Харисон је приступио религијском култу Харе Кришна још ранијих година). После заједничке турнеје са индијским ситаристом Равијем Шaнкаром, коју критика и публика нису добро прихватили, пак, Харисон одлучује да се повуче са концертне сцене и посвети се студијској каријери. У међувремену, Харисон блиско сарађује са хумористичком групом „Монти Пајтон”, учествује у појединим њиховим пројектима, те и продуцира филм „Житије Брајаново”. 1991. године, Харисон се једини пут враћа концертним турнејама, када наступа у Јапану са Клептоном и његовим пратећим бендом (могуће је да је овај једини повратак на сцену учињен да би се утешио Клептон, коме је мало пре тога погинуо син).
Од 1970. до 2001. године, Харисон је објавио укупно дванаест албума, укључујући и један постхумни. Крајем 1990-их година, дијагностикован му је рак гркљана. Упркос извесним резултатима у третману, до 2001. године постаје јасно да терапија неће успети. Гитариста умире 29. новембра те године у Лос Анђелесу, на имању Пола Макартнија.
Ринго Стар је од 1970. године до данас објавио укупно двадесет студијских албума, те неколико живих и видео-албума. Блиско је сарађивао или сарађује са бившим члановима групе. Као глумац је учествовао у реализацији неколико филмова. 2018. године, слично Макартнију, и Стар постаје витез, те добија префикс „сер”.

## Дискографија

### ЛП албуми објављени на територији УК
| Година | Назив албума |
| 1963.  |              |
| 1963.  |              |
| 1964.  |              |
| 1964.  |              |
| 1965.  |              |
| 1965.  |              |
| 1966.  |              |
| 1967.  |              |
| 1967.  | )            |
| 1968.  |              |
| 1969.  |              |
| 1969.  |              |
| 1970.  |              |